# 木之元亮
木之元 亮（きのもと りょう、1951年9月8日 - ）は、日本の俳優、タレント、グルメリポーター。元漁師。本名：木野本 良一。
北海道釧路市出身。北海道釧路北陽高等学校、大東文化大学卒業。東京俳優生活協同組合（俳協）に1977年のデビューから2019年まで所属していたが、現在は芸能事務所には所属しておらず、フリーとして活動している。
身長184cm、体重89kg。

## 来歴
高校卒業後はイカ釣りなど漁師をしていたが腰を痛めたことにより、漁師は数か月で断念。高校時代の担任の先生が新たな就職先を世話してくれたことにより、太平洋興発に入社。しかし入社後も、毎日張りのないような生活をしていたように見ていた父親から「子どもの面倒をみるぐらいの甲斐性はまだあるぞ」というようなことを言われたことを受け、大学進学を目指すことになり、会社を1年1か月で退社し、上京。大学卒業後は地元に戻って就職するつもりだったが、当時オイルショックで不景気だったこともあり、就職を考え直していた時に、友人の義理の兄（当時テレビドラマの制作主任をしていた）の勧めで、俳協演劇研究所に入る。
1977年、岡田晋吉が『太陽にほえろ!』の次期新人刑事役について選考していた際、たまたま日本テレビへ立ち寄っていた松田優作が岡田の机上に宣伝のために持って行った木之元の写真を見て、「ヒゲの刑事も面白いんじゃないの?」と推薦したことが出演のきっかけになり、日本テレビ系『太陽にほえろ!』の5代目新人刑事であるロッキーこと岩城創（いわき はじめ）役でデビューし、5年2か月間出演する当たり役となった。太陽にほえろ!降板後はそれまで代名詞であった髭を火曜サスペンス劇場出演時、作品の中で剃り落とした。
1978年、ジャズシンガー志望だった当時20歳の女性と結婚。
その後、映画『ションベン・ライダー』（1983年）、『家族ジャングル』（1985年 日本テレビ系）、『真田太平記』（1985年 NHK）などに出演。
近年は『ウルトラマンダイナ』に隊長・ヒビキ・ゴウスケ役として出演しているほか、旅番組のリポーターや通販番組の司会などで幅広く活躍中。
2016年には大河ドラマ『真田丸』に出演、1985年の『真田太平記』以来となる草刈正雄との共演を果たした。
2019年、これまで所属していた東京俳優生活協同組合を離れた。

## 人物
- 妹が居る[5]。妻との間に2人の息子がいる。長男も一時期俳優をやっていたことがある[4]。長男は現在は芸能活動は行なっていないが、木之元が俳協から独立後は長男が芸能活動の窓口を担当している。
- 『太陽にほえろ!』における岩城刑事（＝“ロッキー刑事”）は髭面であり、同番組出演期間中に髭を剃る案もあったが、スタッフの反対に遭い、最後まで髭面で通した。なお、この当時の髭はロッキー登場の前年・1976年10月頃から生やし続けていたものであり[9]。これは「剃るのが面倒臭くて、無精ヒゲだっただけ」と言う[5]。
- トレードマークとなっていた髭だが、本人は髭をなくして再度デビューをしたいと考えていた、しかし太陽終了後も2年近く切るタイミングがなかったと話していた[10]。太陽終了から2年後、火曜サスペンス劇場の『情事の報酬』に出演した際、髭を剃るシーンを入れて欲しいと監督に要望して劇中で髭を剃り[4]、以降は髭の無い状態で活動をしていたが、還暦を過ぎて頭髪も白くなってからは再び髭を蓄えている。
- 太陽にほえろ!のイメージを払拭したいと考えていた時期もあったが、2004年の時点では誇らしいと話している[10]。同番組のDVDがリリースした際には自身の在籍期の特典映像での進行役を務め、自身の在籍期に殉職した宮内淳、小野寺昭の殉職編や、自身の在籍期に加入した神田正輝、渡辺徹の登場編を演じていた当人と一緒に鑑賞して当時を振り返っており、上記の4人以外にも竜雷太や在籍時の歴代マスコットガールだった木村理恵、友直子とも対談していて、ロッキー殉職後のDVDでもロッキーの妻役を演じた長谷直美とも対談をしている。[注 1]
- 2007年2月11日放映のテレビ東京系『日曜ビッグバラエティ・我らのふるさと思い出探訪』では、同郷のカルーセル麻紀と共に故郷・釧路へ。木之元は中学在学中、身体に障害を持つ同級生の身の回りの世話をしたり面倒を見続けていた。同級生の消息を知るべく実家を訪ねるが、20年ほど前に死去していたとわかり、号泣する[11]。

## 出演作品

### テレビドラマ
- 太陽にほえろ!（NTV / 東宝）
  - 第245話「刑事犬対ギャング犬」（1977年） - 警察犬訓練士 ※木野本良一名義(テスト出演)
  - 第256話「ロッキー刑事登場!」 - 第519話「岩城刑事、ロッキーにて殉職」（1977年 - 1982年） - 岩城創（通称・ロッキー）[注 2]
- あさひが丘の大統領 第24話「オレはカッコイイ刑事になりたい!」（1980年、NTV）
- 昨日、悲別で 第5話（1984年、NTV） - 向井先生
- 長七郎江戸日記 第1シリーズ SP-1「海を渡る五十万両」（1984年、NTV） - 鄭成功
- 火曜サスペンス劇場（NTV）
  - 情事の報酬（1984年） - 大熊幸男
  - 地方記者・立花陽介 第18作「津軽弘前通信局」（2002年） - 福原信作
- 金曜劇場 / 家族ジャングル（1985年、NTV）
- 新大型時代劇 / 真田太平記（1985年 - 1986年、NHK） - 向井佐平次
- 年末時代劇スペシャル / 白虎隊（1986年、NTV） - 中岡慎太郎
- 水曜ドラマ / イキのいい奴 第7話「ウロコ落ちたか」（1987年、NHK）
- 再婚します。（1988年、THK）
- ウルトラシリーズ
  - ウルトラマンダイナ（1997年 - 1998年、MBS） - ヒビキ・ゴウスケ
  - ウルトラマンオーブ 第14話「暴走する正義」、第15話「ネバー・セイ・ネバー」（2016年、TX） - 小舟惣一
  - ウルトラマンオメガ 第4話「爪痕の謎を追え」（2025年、TX） - オオヤサブロウ
- ケータイ刑事 銭形海 3rdシリーズ 第13話「さらば松山刑事! 〜愛のメモリーは聞こえるか?〜」（2008年、BS-i） - 波越哲平
- おじいちゃんは25歳 第5話（2010年、TBS） - 岩城銀行営業部長
- 悪党〜重犯罪捜査班 第5話（2011年、ABC） - 園山徳次
- 水戸黄門 第43部 第20話「裏切り者は誰だ!? -日光-」（2011年、TBS） - 鬼蔵
- 水曜ミステリー9 / 作家探偵・山村美紗 第1作「京都・東山 密室トリック殺人事件」（2012年、TX） - 榊秀楽
- 烈車戦隊トッキュウジャー 第33駅「カラテ大一番」（2014年、EX） - 春日太平
- 大河ドラマ / 真田丸（2016年、NHK） - 長兵衛

### 映画
- ションベン・ライダー（1983年、東宝） - 政
- 映画、宣戦布告 (2002年)  - 陸上自衛隊第14普通科連隊長役
- ヘッドフォン・ララバイ（1983年、東映） - 緒方先生
- 魚影の群れ（1983年、松竹富士） - 漁師
- F2グランプリ（1984年、東宝） - 宇佐美典義
- 修羅の群れ（1984年、東映） - 長谷部夏治
- 刑事物語3 潮騒の詩（1984年、東宝）
- ラブホテル（1985年、日活） - ヤクザ
- 最後の博徒（1985年、東映） - 門間勲
- 犬死にせしもの（1986年、松竹） - 猪狩
- ビー・バップ・ハイスクール 高校与太郎哀歌（1986年、東映） - 新田
- メイク・アップ（1987年） - 津島 役
- 「さよなら」の女たち（1987年） -時任純平 役
- 首都高速トライアル（1988年） - 川北交通機動隊員 役
- 六本木バナナボーイズ（1989年、東映）
- DANGER POINT 地獄への道（1991年、東映ビデオ）
- パチンカー奈美（1992年）
- ミッドナイトストリーム2 湾岸ドリフト族（1995年、大映）
- 女教師3（1996年、にっかつビデオ）
- BUGS（1997年、MAXAM）
- ウルトラシリーズ（松竹）
  - ウルトラマンティガ&ウルトラマンダイナ 光の星の戦士たち（1998年） - ヒビキ・ゴウスケ
  - ウルトラマンティガ THE FINAL ODYSSEY（2000年） - ヒビキ・ゴウスケ
  - ウルトラマンコスモス2 THE BLUE PLANET（2002年） - キノザキ副代表
  - ウルトラマンコスモス2 THE BLUE PLANET ムサシ(13才)少年編（2002年） - キノザキ副代表
  - ULTRAMAN（2004年） - 木之元亮（グルメレポーター）
  - 大決戦!超ウルトラ8兄弟（2008年） - ヒビキ監督　※友情出演
  - ウルトラマンサーガ（2012年） - ヒビキ・ゴウスケ
- 難波金融伝 ミナミの帝王 劇場版PART XIV 借金極道（2000年、KSS） - 小杉昌英
- 難波金融伝ミナミの帝王37 土俵際の伝説 (2007年、KSS)　- 島崎
- ハナミズキ（2010年、東宝）
- 武蔵 -むさし-（2019年） - 大島直治
- VAMP（2019年）
- 三大怪獣グルメ（2020年）- 響司令[12]
- ハオト（2025年）- 森本松太郎[13]

### オリジナルビデオ
- ウルトラマンダイナ 帰ってきたハネジロー（2001年、バンダイ） - ヒビキ・ゴウスケ

### バラエティ
- ごちそうさま（NTV） ※リポーター
- TVチャンピオン(テレビ東京系)
- やまがた発!旅の見聞録（YBC / TVS） ※2008年4月放送分以降のリポーター
- ビートたけしのTVタックル「ぶらり赤字列島の旅」（EX） ※リポーター
- 目撃!ドキュン（EX） ※リポーター

### 報道番組
- NNN Newsリアルタイム「リアル特集」（日本テレビ）

### 舞台
- シェルブールの雨（1983年）

### CM
- 三菱電機 ダイヤトーンカーオーディオ・オルフェス（1978年）
- サントリー「ボス レインボーマウンテンブレンド」（2009年6月） - 岩城創
- 元気堂本舗テレビショッピング「駿楽」（テレビ埼玉ほか）（2018年）

## レコード
- 『都会の潮騒』（1980年）